# Medovođe
Medovođe (Indicatoridae) su porodica ptica iz reda djetlovki.  Perje tmurnih boja, život u šumama i povučenost medovođa prikriva ovu porodicu čije je ponašanje među najneobičnijim i najmanje poznatim kod ptica. Dobili su ime po običaju jedne afričke vrste da vodi ljude (vjeruje se da tako vodi i životinje koje jedu med npr. jazavce, no to još nije dokazano) do pčelinjaka. Više vole jesti vosak i larve nego sami med. Iako su kukci njihova osnovna hrana, mogu preživjeti 30 dana samo na vosku pomoću posebnih enzima u crijevima.

## Rasprostranjenost
Žive samo u tropskim krajevima Starog svijeta, uglavnom u Africi, iako postoje dvije vrste u Aziji, od kojih se jedna seli nizbrdo, duž Himalaje. Njihovo glavno stanište su listopadne šume i šumarci. Neki pripadnici rodova Indicator i Prodotiscus naseljavaju otvorena šumska područja, pošumljene pašnjake i drveće kraj potoka u suhim područjima.

## Izgled i ponašanje
Dugi su 10-20 cm, a teški 9-62 grama. Perje je tamnih boja s bijelim bokovima repa. Četiri vrste odstupaju od ovog izgleda: lirorepi medovođa, kod kojeg je rep kod oba spola zakrivljen nagore i proizvodi glasan, trubeći zvuk u letu; žutotrtični medovođa sa žutom i crvenom bojom na glavi i trtici; malajski medovođa, kod kojeg mužjak ima žutu pjegu na ramenima; i veliki medovođa kod kojeg mužjaci imaju crn vrat, bijele obraze, tragove žute boje na ramenima i, tokom sezone parenja, ružičast kljun. Kod ove zadnje vrste perje mladunaca se potpuno razlkuje od onog odraslih ptica. Medovođe su veoma vokalni i imaju različitu pjesmu i oglašavanja. Mužjaci mnogih afričkih vrsta brane teritoriju pjevanjem, čime privlače ženke, ali i suparničke mužjake koji će pokušati preuzeti teritoriju.
Sve vrste parazitiraju gnijezda drugih vrsta ptica, redom dupljašica. Ženke polažu godišnje oko 20 jaja, uvijek samo po jedno, u gnijezda domaćina, ponekada barbeta. Mladunci poznatih vrsta se legu s kukama na vrhu kljuna kojima buše jaja i ubijaju ptiće domaćina. Kada napusti gnijezdo, barbeti domaćini ga odmah prepoznaju kao medovođu i tjeraju ga s grupnog teritorija. Mladunac prati medovođe u prolazu. Za vrijeme hranjenja spolno nezrele jedinke su dominantnije (hrane se prije odraslih).

## Vrste
Porodica: Indicatoridae
- Rod: Indicator
  - Indicator maculatus
  - Indicator variegatus
  - Indicator indicator
  - Indicator archipelagicus
  - Indicator minor
  - Indicator conirostris
  - Indicator willcocksi
  - Indicator exilis
  - Indicator pumilio
  - Indicator meliphilus
  - Indicator xanthonotus
- Rod: Melichneutes
  - Melichneutes robustus
- Rod: Melignomon
  - Melignomon eisentrauti
  - Melignomon zenkeri
- Rod: Prodotiscus
  - Prodotiscus insignis
  - Prodotiscus zambesiae
  - Prodotiscus regulus